# Steve Riddick
Steve Riddick (Estados Unidos, 18 de septiembre de 1951) es un atleta estadounidense retirado, especializado en la prueba de 4 x 100 m en la que llegó a ser campeón olímpico en 1976.

## Carrera deportiva
En los JJ. OO. de Montreal 1976 ganó la medalla de oro en los relevos 4 x 100 metros, con un tiempo de 38.38 segundos, llegando a la meta por delante de Alemania del Este y la Unión Soviética, siendo sus compañeros de equipo: Harvey Glance, Johnny Jones y Millard Hampton.